# Монте Ештансія
Монте-Ештансія (порт. Monte Estância) — гора в південно-східній частині острова Боа-Вішта в Кабо-Верде. Це найвища точка острова висотою 387 м. Розташована за 4 км від Атлантичного узбережжя та за 23 км на південний схід від столиці острова Сал-Рей. Є частиною охоронюваного природного простору зі статутом пам'ятки природи, що охоплює 739 га.